# Bounce (Album)
Bounce (englisch für etwa: „Sprungkraft“) ist das achte Studioalbum der US-amerikanischen Rockband Bon Jovi und wurde im Oktober 2002 veröffentlicht. Lyrisch wurde das Album von den Terroranschlägen vom 11. September 2001 beeinflusst.

## Entstehung
Bon Jovi beendeten im Juli 2001 ihre Tournee zum Album Crush. Drei Wochen später begann die Band das Songwriting für Bounce. Die ersten Demos wurden im November 2001 aufgenommen. Beeinflusst von den Ereignissen des 11. Septembers 2001 entstanden mehrere Songs, die Hoffnung wecken sollten. Das Album sollte aber nicht als Konzeptalbum zum 11. September verstanden werden.
Die Aufnahmen zum Album fanden von März bis Juni 2002 statt. Das Album wurde, wie auch schon das vorherige Studioalbum Crush, von Luke Ebbin, Richie Sambora und Jon Bon Jovi produziert.

## Musikalischer Stil
Das Album ist als Rückkehr zu den Wurzeln der Band gedacht: die Gitarrenklänge von Richie Sambora sind härter, der Gesang rauer (Undivided, Hook Me Up oder Bounce). Der Anteil langsamer Titel ist jedoch größer als in den Anfangsjahren der Band (Joey, All About Lovin' You, Right Side of Wrong oder You Had Me from Hello). So wechseln sich langsamere und schnellere Tracks auf diesem Album ab. Die meisten Kritiken des Albums aber fielen schlecht aus, auch die Verkaufszahlen, die in den ersten Wochen hoch waren, ließen schnell nach.

## Titelliste
1. Undivided (Jon Bon Jovi, Richie Sambora, Billy Falcon) – 3:53
2. Everyday (Jon Bon Jovi, Richie Sambora, Andreas Carlsson) – 3:00
3. The Distance (Jon Bon Jovi, Richie Sambora, Desmond Child) – 4:48
4. Joey (Jon Bon Jovi, Richie Sambora) – 4:54
5. Misunderstood (Jon Bon Jovi, Richie Sambora, Andreas Carlsson, Desmond Child) – 3:30
6. All About Lovin' You (Jon Bon Jovi, Richie Sambora, Andreas Carlsson, Desmond Child) – 3:46
7. Hook Me Up (Jon Bon Jovi, Richie Sambora, Andreas Carlsson, Desmond Child) – 3:54
8. Right Side of Wrong (Jon Bon Jovi) – 5:50
9. Love Me Back to Life (Jon Bon Jovi, Richie Sambora) – 4:09
10. You Had Me from Hello (Jon Bon Jovi, Richie Sambora, Andreas Carlsson) – 3:49
11. Bounce (Jon Bon Jovi, Richie Sambora, Billy Falcon) – 3:11
12. Open All Night (Jon Bon Jovi, Richie Sambora) – 4:22

### Bonustracks (Japan)
1. No Regrets (Jon Bon Jovi, Richie Sambora, Marti Frederiksen) – 3:59
2. Postcards from the Wasteland (Jon Bon Jovi, Richie Sambora, Marv Green) – 4:23

### Bonustracks der Special Edition
Am 21. Mai 2010 erschien das Album in einer klanglich überarbeiteten Version, die außerdem folgende Liveaufnahmen beinhaltet, die während der Bounce-Tour aufgenommen wurden:
1. The Distance (Jon Bon Jovi, Richie Sambora, Desmond Child) – 5:46 (Live)
2. Joey (Jon Bon Jovi, Richie Sambora) – 5:25 (Live)
3. Hook Me Up (Jon Bon Jovi, Richie Sambora, Andreas Carlsson, Desmond Child) – 4:46 (Live)
4. Bounce (Jon Bon Jovi, Richie Sambora, Billy Falcon) – 3:15 (Live)

## Informationen zu einzelnen Liedern
Die erste Single Everyday handelt von den Gefühlen der Band nach dem 11. September 2001 und wie man nun weitermachen sollte, ist lyrisch aber allgemeiner gehalten im Gegensatz zu Undivided, welcher ganz direkt auf die Ereignisse eingeht.
Open All Night bezieht sich auf Jon Bon Jovis Rolle des Victors in der Fernsehserie Ally McBeal. Jon Bon Jovis Frau war schwanger und erwartete zu dieser Zeit ihren Sohn Jake. Jon konnte sich nicht mehr der Serie widmen und die Produzenten schrieben Victor heraus. Jon Bon Jovi liefert hier ein anderes Ende ab, dass dem Charakter von Victor seiner Meinung nach besser gestanden hätte. Er hatte zuvor schon Tracks mit Namen Open All Night geschrieben, zwei davon sind auf der CD-Box 100,000,000 Bon Jovi Fans Can’t Be Wrong zu finden.
Bounce ist Bill Belichick, dem Trainer der New England Patriots, gewidmet und handelt von dessen Gewinn des Super Bowls nach Jahren voller Rückschläge. Zudem schrieb es Jon Bon Jovi, um sich selbst daran zu erinnern, dass er gelegentlich sein Tempo drosseln muss, um die Ereignisse in der Gegenwart wahrzunehmen.
Das Lied You Had Me from Hello wurde nach einer Zeile aus dem Film Jerry Maguire – Spiel des Lebens benannt.
Hook Me Up handelt von einem Jungen im Westjordanland, der die Kämpfe zwischen Israel und Palästina miterlebt. Er betreibt Amateurfunk und sucht Kontakt zur Außenwelt. Der Song basiert auf einer Geschichte, die die Band in der Zeitung gelesen hatte.

## Rezeption
Obwohl das Album längerfristig nicht sonderlich viel von der Band beachtet wird, bekam es von der Presse durchaus positive Kritiken. So wurde das Album etwa im Rock Hard mit 8 von zehn Punkten bewertet. Dies wurde von Daniel Böhm mit folgendem Urteil unterstützt: „Bon Jovi haben nachgedacht – und machen wieder das, was sie schon immer am besten konnten: rocken. Und das überwiegend hart. Musikalische Huldigungen an Jeff Lynn, die Beatles oder Bruce Springsteen gibt es heute demnach keine mehr, und auch die angebluesten Sounds von These Days sind erst mal Schnee von gestern. Bounce ist das bis dato ausgefeilteste und detailreichste Album der Band aus New Jersey, hat Bums und feiert seine besten Momente immer genau dann, wenn Mr. Sambora seine Siebensaitige (!) auspackt und beherzt drauflosrifft. Everyday, die erste Singleauskopplung, ist dabei nicht nur der beste Bon Jovi-Song seit seligen New Jersey-Tagen, sondern auch symptomatisch für die Marschrichtung der härteren Songs auf Bounce. Hier gibt’s überall dezente Loop- und Elektrospielereien, hochwertige Stadionrefrains, feine Arrangements und fetteste Bratgitarren (Undivided, Bounce, Hook Me Up, The Distance). Aber auch Freunde weniger harter Bon Jovi kommen auf ihre Kosten. Zum Beispiel beim schmissigen und leicht an die Goo Goo Dolls erinnernden Misunderstood (mit Singer/Songwriter-Einschlag und Bon Jovi-untypischem Stimmeinsatz im Refrain – absolut klasse!) oder bei You Had Me From Hello, dem besten ruhigen Song des Albums. Angst macht lediglich die Gewissheit, dass die Tage bis zur Singleauskopplung von Balladenmüll wie All About Lovin’ Me und Open All Night gezählt sind und wir uns schon jetzt auf entsprechende Radiopenetration einstellen müssen. Hausfrauen dieser Erde, lasst euch gesagt sein: Egal ob Bügeln, Popeln oder Kochen – ALLES geht ohne diese Songs besser! Dennoch: Bounce ist eine dicke Überraschung aus dem Hause Bon Jovi, die es mit diesem Album erstmals geschafft haben, ihre komplette, über die Jahre erspielte Fanklientel zufrieden zu stellen. Weiter so!“
Bei Liveauftritten der Band wird das Album jedoch – aus nicht bekannten Gründen – auffallend umgangen. Bereits während der Have-a-Nice-Day-Tournee wurden lediglich die Lieder Everyday sowie vereinzelt Undivided und Misunderstood live dargeboten, auf allen darauf folgenden Tourneen wurden nur noch Undivided und Bounce in seltenen Fällen live präsentiert. Grund dafür ist spekulativ wohl die Tatsache, dass dieses Album mit den Ereignissen vom 11. September 2001 zusammenhängt und die Band aufgrund dessen nicht unbedingt daran erinnern möchte. Auf der 2010 veröffentlichten zweiten Bon-Jovi-Kompilation Greatest Hits war Bounce das einzige Album, von dem kein Lied den Weg auf die Titelliste gefunden hat.
Bis heute wurde das Album über sechs Millionen Mal verkauft.